# Viljandi (comune rurale)
Viljandi è un comune rurale dell'Estonia meridionale nella contea di Viljandimaa. La sua popolazione è di 13 569 abitanti.

## Località
Viljandi è suddivisa in due piccoli borghi (alevik) Ramsi e Viiratsi e 75 villaggi: Aidu, Aindu, Alustre, Ämmuste, Anikatsi, Auksi, Eesnurga, Heimtali, Hendrikumõisa, Holstre, Intsu, Jakobimõisa, Jämejala, Järtsaare, Järveküla, Jõeküla, Kaavere, Kalbuse, Kannuküla, Kärstna, Karula, Kassi, Kibeküla, Kiini, Kiisa, Kingu, Kivilõppe, Koidu, Kokaviidika, Kookla, Kuressaare, Kuudeküla, Laanekuru, Lalsi, Lätkalu, Leemeti, Leie, Loime, Lolu, Loodi, Luiga, Mäeltküla, Mähma, Maltsa, Marjamäe, Marna, Matapera, Meleski, Metsla, Mõnnaste, Moori, Muksi, Mustapali, Mustivere, Odiste, Oiu, Oorgu, Otiküla, Pahuvere, Paistu, Päri, Parika, Pärsti, Peetrimõisa, Pikru, Pinska, Pirmastu, Põrga, Porsa, Puiatu, Pulleritsu, Raassilla, Raudna, Rebase, Rebaste, Ridaküla, Rihkama, Riuma, Roosilla, Ruudiküla, Saareküla, Saarepeedi, Savikoti, Sinialliku, Soe, Sooviku, Suislepa, Sultsi, Surva, Taari, Tagamõisa, Taganurga, Tänassilma, Tarvastu, Tinnikuru, Tobraselja, Tohvri, Tömbi, Tõnissaare, Tõrreküla, Turva, Tusti, Tõnuküla, Ülensi, Unametsa, Uusna, Väike-Kõpu, Välgita, Valma,Väluste, Vanamõisa, Vanausse, Vana-Võidu, Vanavälja, Vardi, Vardja, Vasara, Veisjärve, Verilaske, Viisuküla Vilimeeste, Villa, Vissuvere, Võistre, Vooru.